# 스포듀민
스포듀민(Spodumene)은 휘석 광물로, 리튬 알루미늄 단쇄 규산염 광물, LiAl(SiO3)2로 구성되어 있으며, 리튬의 상업적으로 중요한 공급원이다. 무색에서 황색, 자주색 또는 라일락색의 쿤차이트(아래 참조), 또는 황록색이나 에메랄드 녹색의 히데나이트로 산출되며, 종종 거대한 각기둥 모양의 결정을 이룬다. 사우스다코타주 블랙힐스에서는 크기가 14.3 m (47 ft)인 단결정이 보고되었다.
자연적으로 발생하는 저온 형태인 α-스포듀민은 단사정계에 속하며, 고온 형태인 β-스포듀민은 정방정계로 결정화된다. α-스포듀민은 900 °C 이상의 온도에서 β-스포듀민으로 변환된다. 일반적으로 결정은 주축을 따라 심하게 줄무늬가 있다. 결정면은 종종 삼각형 모양의 자국으로 에칭되고 구덩이가 있다.

## 발견과 산출
스포듀민은 1800년에 스웨덴 쇠데르만란드의 외퇴섬에 있는 표본 산지에서 처음으로 기술되었다. 브라질의 자연주의자 호제 보니파시오 드 안드라다 이 시우바가 발견했다. 이름은 그리스어 스포듀메노스(σποδούμενος)에서 유래되었는데, 이는 산업 용도로 정제된 물질의 불투명하고 재색 회색 모습 때문에 "재로 타버린"을 의미한다.
스포듀민은 리튬이 풍부한 화강암 페그마타이트와 아플라이트에서 산출된다. 관련 광물로는 석영, 조장석, 페탈라이트, 유크립타이트, 레피돌라이트, 녹주석 등이 있다.
투명한 물질은 오랜 세월 보석으로 사용되어 왔으며, 쿤차이트와 히데나이트 품종은 강한 다색성으로 유명하다. 원산지로는 콩고 민주 공화국 (DRC), 아프가니스탄, 오스트레일리아, 브라질, 마다가스카르 (마다가스카르 광업 산업 참조), 파키스탄, 캐나다 퀘벡, 미국 노스캐롤라이나주와 캘리포니아주 등이 있다.
2018년 이래로 DRC는 세계에서 가장 큰 리튬 스포듀민 경암 광상을 보유하고 있는 것으로 알려져 있으며, 중앙 DRC의 지역 마노노, 탕가니카주에서 채굴 작업이 이루어지고 있다. 2021년 현재, 오스트레일리아 회사인 AVZ Minerals는 마노노 리튬 및 주석 프로젝트를 개발하고 있으며, 광상에 있는 여러 페그마타이트 중 하나인 로슈 뒤르(Roche Dure)에 대한 연구 및 시추를 기반으로 1.65% 산화 리튬 (Li2O)의 고품질 저불순물 광석 4억 톤의 자원 규모를 보유하고 있다.

## 경제적 중요성
스포듀민은 세라믹, 휴대 전화 및 배터리 (자동차 용도 포함), 의학, 파이로세람(Pyroceram), 용융제로 사용되는 리튬의 중요한 공급원이다. 2019년 현재, 리튬의 약 절반은 주로 스포듀민으로 구성된 광물 광석에서 추출된다. 리튬은 반응성이 더 높은 β-스포듀민으로 변환하기 위해 로스팅한 후 산 (화학)에 용해하거나 다른 시약으로 추출하여 스포듀민에서 회수된다. 고염수 공급원에 비해 스포듀민을 리튬 공급원으로 사용하는 장점은 리튬 농도가 높다는 것이지만, 추출 비용이 더 높다.
2016년에는 스포듀민 농축액 가격이 향후 몇 년 동안 톤당 500~600달러가 될 것으로 예측되었다. 그러나 2018년 1월에 가격이 800달러 이상으로 치솟았고, 생산량이 소비량보다 증가하여 2020년 9월에는 가격이 400달러로 하락했다.
2018년 스포듀민을 통한 세계 리튬 생산량은 연간 약 8만 톤이었으며, 주로 웨스턴오스트레일리아주의 그린부시 페그마타이트와 일부 중화인민공화국 및 칠레에서 생산되었다. 웨스턴오스트레일리아주 그린부시에 있는 탈리슨 미네랄스 광산(톈치 리튬, 앨버말 주식회사, 글로벌 어드밴스드 메탈스 참여)은 세계에서 두 번째로 크고 2.4% Li2O로 최고 등급의 광석을 보유하고 있다고 보고되었다 (2012년 수치).
2020년, 오스트레일리아는 스포듀민 채굴을 확장하여 세계 최고의 리튬 생산국이 되었다.
스포듀민의 중요한 경제적 농축액인 스포듀민 농축액 6 또는 SC6은 전기차용 리튬 이온 전지의 후속 생산을 위한 원료로 생산되는 약 6%의 리튬 함량을 가진 고순도 리튬 광석이다.

## 정제
스포듀민, 종종 SC6에서 리튬을 추출하는 것은 결정 구조에 리튬이 단단하게 결합되어 있어 어렵다.
2010년대의 전통적인 리튬 정제는 리튬 함유 광석의 산 침출, 불순물 침전, 리튬 용액 농축, 그리고 탄산 리튬 또는 수산화 리튬으로의 변환을 포함한다. 이러한 정제 방법은 상당량의 부식성 폐수와 광미를 발생시키며, 이는 일반적으로 강산성이거나 알칼리성이다. 적합한 추출 시약으로는 황산 나트륨, 탄산 나트륨, 염소 (원소), 플루오린화 수소산과 같은 알칼리 금속 황산염이 있다.
또 다른 처리 방법은 SC6의 건식 제련 처리에 의존한다. 800 °C (1,470 °F)를 초과하는 고온에서 로스팅하여 스포듀민을 단단하게 결합된 알파 구조에서 리튬이 더 쉽게 추출되는 더 열린 베타 구조로 변환한 후, 냉각하고 일련의 습식 제련 처리 단계에서 다양한 시약과 반응시킨다. 일부는 비부식성 시약을 사용하여 폐수 흐름을 줄이고 잠재적으로 폐쇄 루프 정제 공정을 사용할 수 있도록 한다. 테슬라는 스포듀민에서 리튬을 추출하기 위해 강산을 필요로 하지 않는 이 리튬 정제 공정을 개발했으며, 2025년 현재 대규모로 운영하고 있다. 이 방법은 열린 베타 구조의 스포듀민 농축액과 물에 염화 나트륨을 혼합한다. 고온에서 교반하면 리튬이 풍부한 슬러리가 생성되어 여과 및 정제하여 수산화 리튬으로 만들 수 있다. 모래와 석회암 폐기물은 건설 자재로 재활용할 수 있다. 롭스타운에 1,200에이커 부지에 건설 중인 3억 7,500만 달러 규모의 테슬라 정제 공장은 이 공정을 사용한다. 2024년 12월에 부분적으로 운영을 시작했다. 이 부지는 스포듀민을 쉽게 수입할 수 있는 코퍼스 크리스티 항구와 가까워서 선정되었다.
위 두 공정 모두에서 더 고도로 정제된 리튬의 일반적인 형태는 수산화 리튬이며, 이는 배터리 산업에서 리튬 이온 (Li-ion) 배터리 양극재 제조에 투입되는 재료로 흔히 사용된다.

## 보석 품종

### 히데나이트
히데나이트는 연한 에메랄드 녹색 보석 품종으로, 미국 알렉산더군 (노스캐롤라이나주)에서 처음 보고되었다. 광산 엔지니어이자 광물 수집가, 광물 딜러인 윌리엄 얼 히든(1853년 2월 16일 – 1918년 6월 12일)을 기려 이름이 붙여졌다.
이 에메랄드 녹색 스포듀민 품종은 에메랄드처럼 크롬에 의해 색을 띤다. 일부 녹색 스포듀민은 크롬 이외의 다른 물질에 의해 색을 띠기도 한다. 이러한 돌은 색이 더 옅은 경향이 있으며, 진정한 히데나이트가 아니다.

### 쿤차이트
쿤차이트는 보라색의 보석으로, 스포듀민의 한 품종이다. 색은 미량의 망가니즈에서 비롯된다. 햇빛에 노출되면 색이 바랠 수 있다.
쿤차이트는 1902년에 발견되었으며, 당시 티파니의 수석 보석상이자 저명한 광물학자인 조지 프레더릭 쿤츠의 이름을 따서 명명되었다. 브라질, 미국, 캐나다, 독립국가연합, 멕시코, 스웨덴, 웨스턴오스트레일리아주, 아프가니스탄, 파키스탄에서 발견되었다.

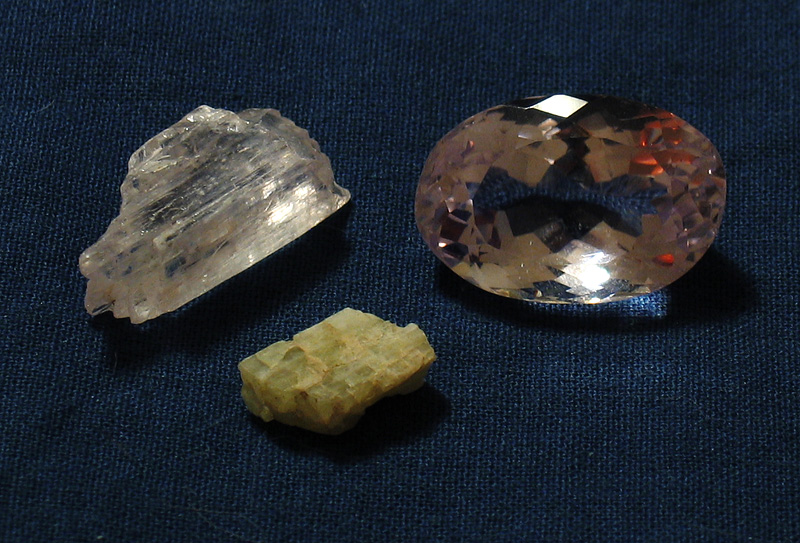
거의 무색의 쿤차이트 결정(왼쪽 위), 잘라낸 연분홍색 쿤차이트(오른쪽 위), 녹색의 히데나이트 결정(아래) (미상 규모)
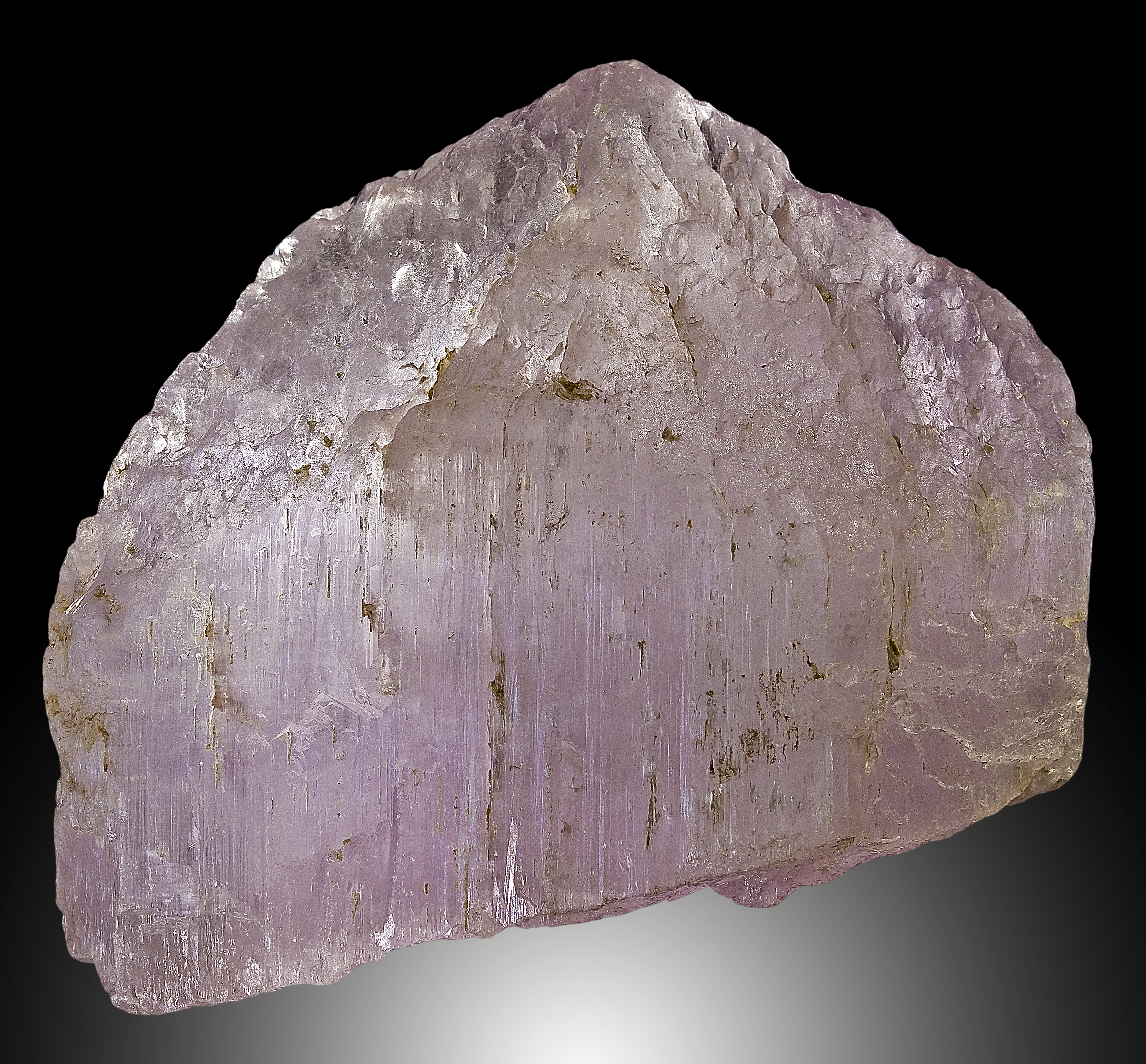
쿤차이트, 아프가니스탄 누리스탄 주
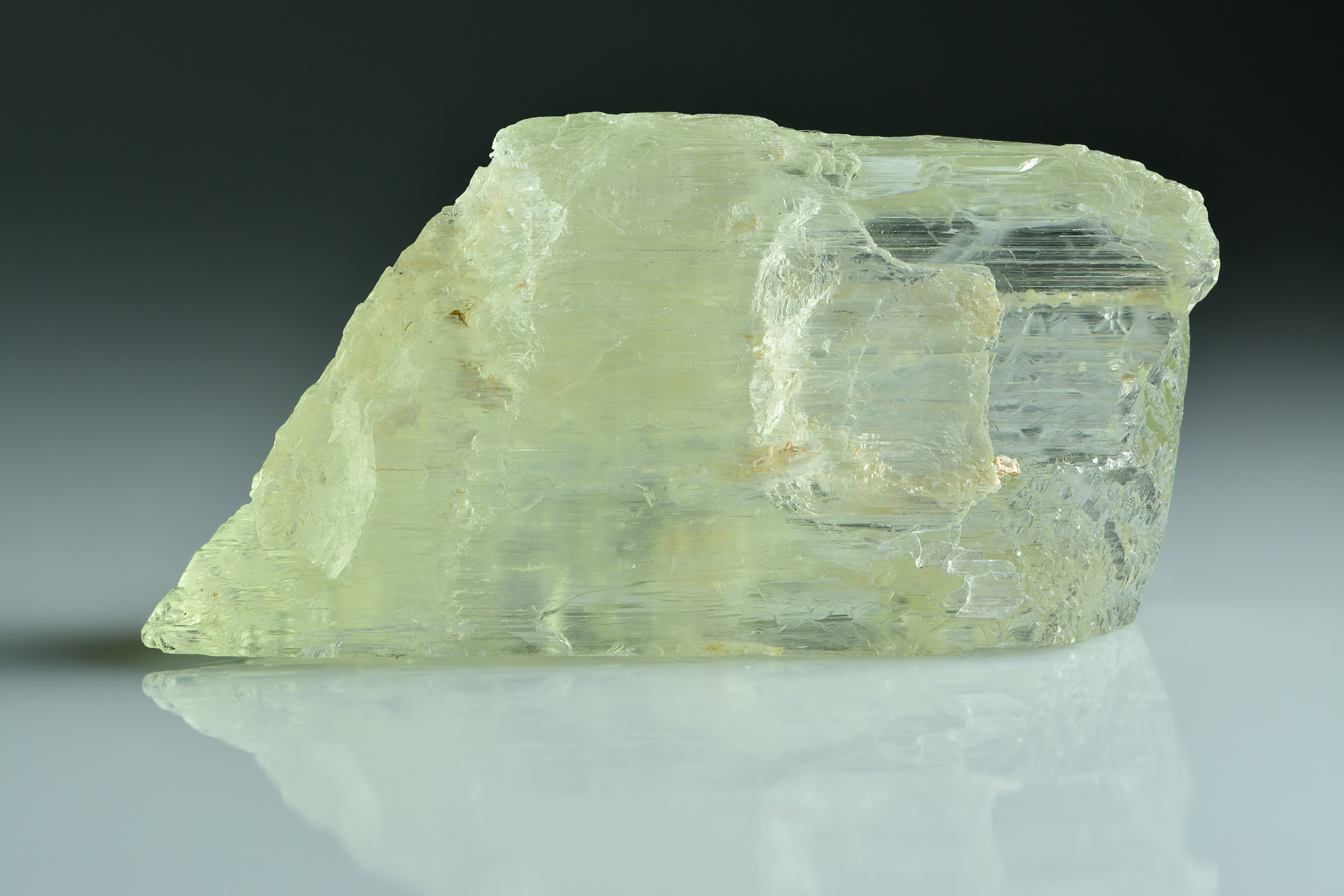
브라질 미나스제라이스 주 아라수아이산 히데나이트

### 트리페인
트리페인은 노란색 스포듀민 품종에 사용되는 이름이다.

## 같이 보기
- 광물 목록

## 더 읽을거리
- Kunz, George Frederick (1892). 북아메리카의 보석 및 귀석. 뉴욕: 더 사이언티픽 퍼블리싱 컴퍼니.
- Palache, C., Davidson, S. C., and Goranson, E. A. (1930). "노스캐롤라이나주 알렉산더군 히데나이트 광상". American Mineralogist Vol. 15 No. 8 p. 280
- Webster, R. (2000). 보석: 그들의 원산지, 설명 및 식별 (5th ed.), pp. 186–190. Great Britain: Butterworth-Heinemann.
- 퀘벡 리튬의 주요 플레이어 보관됨 2013-01-30 - archive.today, "Daily News", 더 노던 마이너, 2010년 8월 11일.